# Йылмазйерлы, Мерт
Мерт Йылмазйерлы (тур. Mert Yılmazyerli; род. 17 сентября 1992) — турецкий шахматист, гроссмейстер (2022). Чемпион Турции (2021, 2023), в 2016 году — серебряный призёр, в 2019 году — бронзовый, в 2014 году разделил 4-6 места. На чемпионате Турции по рапиду и блицу 2019 занял 2-е место.
В составе сборной Турции — участник командного чемпионата Европы 2023 на запасной доске.

## Карьера
В 2004 году на Eskisehir EU fest-D 3rd занял 3-е место.
В 2013 году на MTS GM 2013 разделил 2-5 места. В 2016 году на 5th MTS IM 2016 разделил 2-4 места.
Участник чемпионата Европы 2015, 2016, 2019 и 2022. В 2023 году занял 30-е место.
В 2019 году на Galatasaray Blitz 2019 в Стамбуле разделил 2-3 места.
Стал победителем Caissa Hotel Petro Gp A в Айвалыке в феврале 2022 года, в апреле — дважды призёром. В июне на сильном опене в Теплице разделил 9-18 места. В июле на международном турнире в Палеохоре разделил 5-10 места.
Участвовал в высшей лиге чемпионата Турции в 2017, 2022 и 2023 годах.
Участник Qatar Masters Open 2023 (50-е место) и 7th Sharjah Masters 2024 (73-е место).
В ноябре 2023 участвовал в Is Bank Chess Cup Final в Анкаре. Смог пройти группой этап с наилучшим результатом, но в нокаут-части его выбил Мустафа Йылмаз.
Учился в Университете имени Джелала Байара в Манисе.